# Strada statale 461 del Passo del Penice
La strada statale 461 del Passo del Penice (SS 461)  è una strada statale italiana di collegamento interregionale tra la Provincia di Pavia (valle Staffora) ed il Piacentino (val Trebbia).

## Storia
La strada statale 461 venne istituita nel 1964 con il seguente itinerario: "Innesto Strada statale n. 10 «Padana Inferiore» a Voghera - Godiasco - Varzi - Innesto Strada statale n. 45 «di Val di Trebbia» a Bobbio".

## Percorso

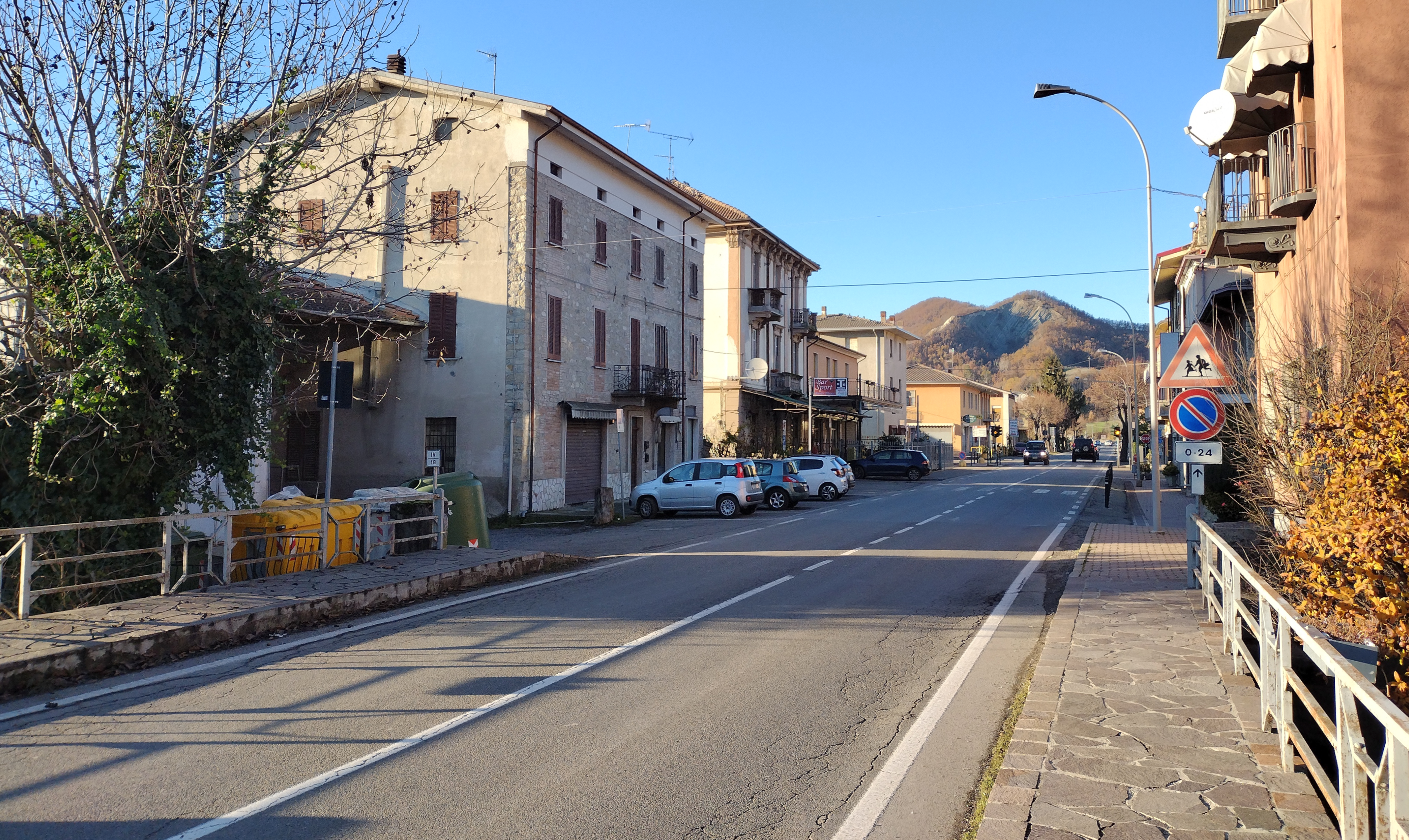
Ponte sulla Nizza a Ponte Nizza

Inizia a Voghera dalla strada statale 10 Padana Inferiore e si snoda parallelamente al fiume Staffora con un andamento piuttosto curvilineo. Attraversa i centri di Rivanazzano Terme, Godiasco Salice Terme, Ponte Nizza, Bagnaria e Varzi. Da Varzi in poi il percorso si fa nettamente più ripido assumendo le caratteristiche di una strada montana nel comune di Menconico, fino ad entrare in Emilia-Romagna. Valicato quindi il passo del Penice a 1149 m s.l.m., dove si innesta anche la strada statale 412 della Val Tidone, la strada digrada con una discesa molto ripida verso il corso del fiume Trebbia e arriva infine a Bobbio, dove si innesta sulla strada statale 45 di Val Trebbia.
In seguito al decreto legislativo n. 112 del 1998, dal 2001 la gestione del tratto lombardo è passata dall'ANAS alla Regione Lombardia, che ha provveduto al trasferimento dell'infrastruttura al demanio della Provincia di Pavia; la gestione del tratto emiliano è passata alla Regione Emilia-Romagna, che ha provveduto al trasferimento dell'infrastruttura al demanio della Provincia di Piacenza.
Dal 2021 la tratta viene riclassificata come strada statale per effetto del piano  rientro strade di ANAS, di conseguenza quest'ultima ne riassume la competenza.